# Dia da Sede
Dia da Sede (em árabe: ﻳﻮﻢ ﺍلعطش‎; romaniz.: Iaum al-aṭax) é o nome tradicionalmente dado na historiografia árabe a uma batalha travada em 724 entre o turco Grão-Canato Turguexe e o Califado Omíada nas margens do rio Sir Dária (Jaxartes), na Transoxiana (no moderno Tajiquistão, Ásia Central). O exército omíada, comandado por Muslim ibne Saíde Alquilabi, estava em campanha no vale de Fergana quando soube do avanço turguexe. Imediatamente, os árabes começaram uma retirada apressada para o Jaxartes, perseguidos e assediados pela cavalaria turguexe. Finalmente, depois de 11 dias, o exército omíada alcançou Jaxartes, onde foi preso entre os turguexes e as forças dos principados nativos da Transoxiana. No entanto, os árabes conseguiram romper e cruzar o rio para Cujanda. A derrota dos omíadas levou ao colapso do domínio muçulmano em grande parte da região, que até ca. 740 permaneceu como território disputado, com os árabes e os turguexes lutando pelo controle.

## Antecedentes
A região de Transoxiana havia sido conquistada pelos árabes muçulmanos do califado omíada sob Cutaiba ibne Muslim no reinado de Alualide I (r. 705–715), após as conquistas muçulmanas da Pérsia e do Coração em meados do século VII. A lealdade das populações nativas iranianas e turcas da Transoxiana e dos governantes locais autônomos permaneceu questionável, no entanto, como demonstrado em 719, quando os príncipes da Transoxiana enviaram uma petição aos chineses e seus vassalos turguexes por ajuda militar contra califas. Os turguexes responderam lançando uma série de ataques contra os muçulmanos na Transoxiana, começando em 720. Essas incursões foram acompanhadas de levantes contra o califado entre os soguedianos locais. O governador omíada do Coração, Saíde ibne Anre Alharaxi, reprimiu duramente a agitação e restaurou a posição muçulmana quase ao que era durante o tempo de Cutaiba, exceto para o vale de Fergana, cujo controle foi perdido.

## Expedições contra Fergana e o "Dia da Sede"
Em 723, Alharaxi foi substituído como governador por Muslim ibne Saíde Alquilabi, que decidiu no final do ano seguinte lançar uma expedição com o objetivo de capturar Fergana. A campanha enfrentou dificuldades já em seus estágios iniciais, quando chegaram as notícias da ascensão de um novo califa, Hixame ibne Abedal Maleque, e da nomeação de um novo governador do Iraque, Calide Alcáceri. Isso trouxe à tona as rivalidades tribais de longa data dos árabes do Coração: as tropas iemenitas (árabes do sul) em Balque inicialmente se recusaram a se juntar à campanha, pois esperavam a retirada iminente de Alquilabi (que era de origem árabe do norte) pelo novo regime.[a] Somente depois que Nácer ibne Saiar liderou uma força de modaritas (árabes do norte) contra eles e os derrotou em Barucã, os iemenitas se juntaram ao exército de Alquilabi. A campanha acabou avançando quando Calide Alcáceri escreveu a Alquilabi, instando-o a prosseguir até que seu substituto, o irmão de Calide, Assade, chegasse ao Coração. No entanto, 4 000 soldados da tribo iemenita dos azeditas retiraram-se do exército.
Alquilabi liderou seu exército ao longo do vale do Jaxartes até Fergana, e sitiou-o enquanto devastava a paisagem circundante. Nesse ponto, o exército omíada percebeu que o grão-cã turguexe Suluque avançava contra eles com um exército mais forte que o seu. Abandonando o cerco, o exército muçulmano recuou tão apressadamente em direção ao sul que foi alegado que cobriram uma distância em um dia que equivalia a três dias de viagem normal. No segundo dia, depois que os árabes cruzaram o rio Uádi Açubu (Wadi al-Subuh), o exército turguexe os alcançou e atacou um campo secundário armado por Abedalá ibne Abi Abedalá separadamente da principal força árabe. Os árabes e seus aliados soguedianos sofreram pesadas baixas - o irmão do governante de Samarcanda, Guraque, estando entre os mortos - mas conseguiram repelir o ataque.
Os árabes continuaram sua retirada por mais oito dias, durante os quais foram constantemente perseguidos pela cavalaria turguexe. No nono dia, os árabes alcançaram o Jaxartes apenas para encontrar seu caminho bloqueado por seus inimigos, tropas dos principados nativos de Chache e Fergana e os remanescentes da rebelião soguediana que Saíde Alharaxi havia suprimido. Os árabes acamparam durante a noite e queimaram todas as bagagens, supostamente no valor de um milhão de dirrãs, em preparação para a batalha. No dia seguinte, apesar de estarem com sede e presos entre os turguexes na retaguarda e as forças transoxianas da frente, os árabes desesperados conseguiram romper as linhas inimigas e cruzar os Jaxartes. Como escreve Atabari, quando chegaram à relativa segurança de Cujanda, "sofrendo de fome e exaustão, as tropas se espalharam em desordem". Lá, a liderança do exército foi formalmente transferida para Abderramão ibne Naim Algamidi, que liderou os remanescentes do exército de volta a Samarcanda.

## Rescaldo e impacto
A derrota do exército árabe e as baixas sofridas foram um catalisador para o colapso quase completo do domínio muçulmano na Transoxiana nos anos seguintes. Nas palavras do estudioso britânico H. A. R. Gibb, "foi praticamente a última expedição agressiva dos árabes à Transoxânia em quinze anos, mas de muito maior importância foi o golpe que desferiu no prestígio árabe. Os papéis se inverteram; a partir de agora os árabes ficaram na defensiva e foram gradualmente expulsos de quase todos os distritos do Oxo." O novo governador omíada, Assade Alcáceri, fez campanha incessantemente nos anos seguintes, mas sem alcançar nenhum resultado importante. Assade também tentou garantir a cooperação das elites locais abolindo por um tempo o pagamento de impostos pelos convertidos nativos (mauali), mas essa política foi contestada pelos próprios árabes coraçanes e foi revertida pelo sucessor de Assade, Axeras ibne Abedalá Alçulami. Isso levou a um levante geral da Transoxiana em 728 e, com a ajuda militar turguexes, os árabes foram expulsos de quase toda a região. Posteriormente, a Transoxiana permaneceu contestada, e os árabes não recuperaram sua posição anterior até as campanhas de Nácer ibne Saiar em 739-741, que se aproveitou do colapso do Grão-Canato Turguexe em guerras civis após o assassinato de Suluque em 738.